# Rueda (kommunhuvudort)
Rueda är en kommunhuvudort i Spanien.   Den ligger i provinsen Provincia de Valladolid och regionen Kastilien och Leon, i den centrala delen av landet, 150 km nordväst om huvudstaden Madrid. Rueda ligger 729 meter över havet och antalet invånare är 1 476.
Terrängen runt Rueda är platt. Runt Rueda är det ganska tätbefolkat, med 120 invånare per kvadratkilometer. Närmaste större samhälle är Tordesillas, 10,6 km norr om Rueda. Trakten runt Rueda består till största delen av jordbruksmark.